# NGC 5345
NGC 5345 (другие обозначения — UGC 8820, MCG 0-35-26, ZWG 17.94, NPM1G -01.0393, IRAS13516-0111, PGC 49415) — спиральная галактика (Sa) в созвездии Дева.
Этот объект входит в число перечисленных в оригинальной редакции «Нового общего каталога».